# Gülzow-Prüzen
Gülzow-Prüzen é um município da Alemanha, situado no distrito de Rostock, no estado de Mecklemburgo-Pomerânia Ocidental. Tem 58,18 km² de área, e sua população em 2019 foi estimada em 1.569 habitantes.